# Puerto Rico en los Juegos Olímpicos de Melbourne 1956
Puerto Rico estuvo representado en los Juegos Olímpicos de Melbourne 1956 por un total de 10 deportistas masculinos que compitieron en 2 deportes.
El equipo olímpico puertorriqueño no obtuvo ninguna medalla en estos Juegos.